# 佐藤仁美 (作曲家)
佐藤 仁美（さとう ひとみ）は、サウンドデザイナー、ゲームクリエイター、ゲームミュージックの作曲家。

## 略歴
1999年にゲームフリークに入社。
最初はプランナーの仕事をやっていた。
ポケットモンスター ルビー・サファイアから制作に関わりポケットモンスター ダイヤモンド・パールから本格的に作曲で参加。当時作曲経験は一切無く一之瀬剛からの手ほどきを受け、この作品で初めて作曲を行った。
現在はゲームフリークを退所しているが、リトルタウンヒーローやポケットモンスター ソード・シールドのDLCの曲作りに関わっている。

## 主な作品

### ゲーム
- ポケットモンスター ルビー・サファイア（2002年） - ゲームデザイン
- ポケットモンスター エメラルド（2004年） - ゲームデザイン、音楽：1曲編曲
- ポケットモンスター ファイアレッド・リーフグリーン（2004年） - ゲームデザイン、シナリオ
- ポケットモンスター ダイヤモンド・パール（2006年） - ゲームデザイン、シナリオ 、音楽：一之瀬剛、増田順一と共同
- ポケットモンスター プラチナ（2008年） - ゲームデザイン、シナリオ、音楽：一部追加曲
- ポケットモンスター ハートゴールド・ソウルシルバー（2009年） - 音楽：一之瀬剛、景山将太、橘田拓人、増田順一と共同
- ポケットモンスター ブラック・ホワイト（2010年） - 音楽：景山将太、一之瀬剛、足立美奈子、増田順一と共同
- ポケットモンスター ブラック2・ホワイト2（2012年） - 音楽：一之瀬剛、景山将太、谷口輝雄と共同、効果音：谷口輝雄と共同
- ポケモンARサーチャー（2012年） - 音楽：橘田拓人、伊藤歩、石山わたると共同
- ポケットモンスター X・Y（2013年） - ゲームデザイン、音楽：景山将太、足立美奈子、増田順一と共同
- ポケットモンスター オメガルビー・アルファサファイア（2014年） - ゲームデザイン、シナリオ、音楽：足立美奈子、景山将太、黒田英明と共同
- ポケットモンスター サン・ムーン（2016年） - 音楽：増田順一、一之瀬剛、足立美奈子、大賀智章、黒田英明、福田淳と共同
- リトルタウンヒーロー（英語版）（2019年） - 音楽：Toby Foxと共同
- ポケットモンスター ソード・シールド（2020年） - 音楽：DLC一部追加曲
- Pokémon LEGENDS アルセウス（2022年） - 音楽：一之瀬剛、前馬宏充と共同
- ポケットモンスター スカーレット・バイオレット（2022年） - 音楽：足立美奈子、増田順一、一之瀬剛、前馬宏充、谷口輝雄、Toby Foxと共同
- サイレントサイン（2024年） - 音楽

### その他
- Gatebox（2019年） - 音楽、効果音、一部シナリオ、設定
- カビゴンが寝てるだけ〜ライブASMR〜（2023年） - 音楽
- MetaMe（2025年） - 音楽：一部追加曲